# 番組
番組（ばんぐみ）とは、
1. 上演する演目とその順番および、それを記したもの（プログラム）。もともとは能および狂言の用語。寄席演芸、スポーツの試合（公営競技の競走など）の組み合わせ、そして下記の通り放送、インターネットに転用されるようになった。
2. 1. のうち、放送番組の略称。番組表を構成する個々のコンテンツおよびその内容・分量の単位。
3. 2. に転じて、インターネット上の音声および映像（動画）による配信コンテンツの呼称。
4. 地域・集落を区分けした際の呼称。「○○一番組」「○○二番組」といった地名が各地に存在する。

## 放送番組
放送における番組を放送番組と呼ぶ。日本の放送法2条28号における放送番組の定義は「放送をする事項の種類、内容、分量及び配列」のことである。

### 放送番組の種別・分類の方法
放送番組は、その内容と対象などの性質によって様々に分類可能であり、放送波の違い、用途（調査、番組表記載など）によって様々である。
放送法5条では、「放送番組の種別」は「教養番組、教育番組、報道番組、娯楽番組等」としている。また106条では、各放送事業者において、各種別の「相互の間の調和」が義務付けられている。そして107条では、テレビジョン放送局において「放送番組の種別の基準」の公表が義務付けられている（例→）。
なお、教養番組と教育番組については法2条に内容の定義があるが、報道番組と娯楽番組についての定義はなく、特にテレビ番組の場合は、上記「放送番組の種別の基準」の自主公表に委ねられている。日本放送協会（NHK）では「等」を除いた各4種、民間放送テレビ各局では4種に「通信販売」と「その他」を加えた6種を公表のための分類目安としている。ラジオ放送局においても自主的に番組種別公表を行っている例がある。
12条における「広告放送」＝コマーシャルメッセージは、放送法の定める分類上の放送番組に含まれない。

## 配信番組
インターネットにおける番組をインターネット番組、または配信番組と呼ぶ。
日本においては「放送番組」とは異なり、放送法の管轄には入らない。

## 視聴者による番組「実況」文化
コンピュータネットワークやインターネットの普及と共に、2ちゃんねるなどにある各種実況板（電子掲示板）、Twitterなどのソーシャルメディアを利用して、放送や配信の番組をリアルタイムに視聴（聴取）しながらネット上で「実況」を行なう文化が生じ、「実況」に特化したアプリケーションソフトが開発されるにいたった。